# Казымово
Казымово — деревня в Оханском городском округе Пермского края России.

## Географическое положение
Деревня расположена на реке Очёр на расстоянии примерно 3 километра на северо-запад от села Острожка.

## История
Известна с 1621 года как деревня Пермская или Слудка. В 1647 году уже Пермская Дуброва, в 1762 году — Средняя Дуброва, в 1850 году — деревня Средняя Дуброва, она же Казымова. С 2006 по 2018 год входила в состав Острожского сельского поселения Оханского района. После упразднения обоих муниципальных образований стала рядовым населённым пунктом Оханского городского округа.

## Климат
Климат умеренно континентальный. Наиболее тёплым месяцем является июль, средняя максимальная температура которого 24,8 °C, а самым холодным январь со среднемесячной температурой −17,3 °C. Среднегодовая температура 2,1 °C.

## Население
Постоянное население в 2002 году 98 человек (96 % русские), в 2010 74 человека.